# 李西河
李西河，中華民國警察，現任臺北市政府警察局局長，自2024年6月6日就任。畢業於中央警察大學行政警察學系正科第47期及研究所。

## 早年背景
李西河出生於嘉義縣東石鄉漁村家庭，父親為漁民，家中共有五名子女。

## 學歷與榮譽
嘉義縣朴子市大同國民小學，獲頒傑出校友。  
東石國民中學，獲頒傑出校友。  
國立東石高級中學，獲頒傑出校友。  
中央警察大學行政警察學系正科第47期及行政警察學系研究所，為該校傑出校友之一。

## 經歷
- 內政部警政署副署長
- 內政部警政署刑事警察局局長
- 內政部警政署保安警察第三總隊總隊長
- 臺北市政府警察局副局長
- 內政部警政署刑事警察局副局長
- 內政部警政署國道公路警察局副局長
- 花蓮縣警察局局長
- 內政部警政署保安警察第四總隊副總隊長
- 臺南市政府警察局永康分局分局長
- 臺南市政府警察局刑事警察大隊大隊長
- 內政部警政署刑事警察局偵查第九隊隊長

## 傑出事蹟
一、偵破重大、特殊刑案：  
- 75年：緝獲槍擊要犯鄭○心。
- 76年：緝獲槍擊要犯李○熙等人。
- 77年：參與偵破軍火要犯盧○琴暨其同夥案。
- 79年：擴大偵破鴻○號等漁船走私槍械。
- 79年：緝獲鄭○忠被殺案之要犯並起獲械彈。
- 79年：偵破林○枝被綁案。
- 80年：赴模里西斯押返洪○祥並負責綜理全案。
- 81年：偵破黃○宗等非法持有黑星手槍。
- 83年：偵破蔡○坤走私海洛因毒品。
- 90年：偵破槍擊要犯藍○昌等三人涉嫌連續槍擊殺人案。
- 94年：共同偵破薛○、陳○華等人涉嫌強盜擄人勒贖竊盜犯罪集團等案。
- 95年：共同偵破「1209」臺北車站西側停車場汽車爆炸案。
- 99年：指揮偵破羅○剛詐欺集團案。

二、臺南市刑事警察大隊大隊長任內，完成原臺南縣、市警察局刑事警察大隊整併、遷址等相關事宜，督屬制定臺南市「醫療機構及醫師舉報可疑傷病患自治條例」、「民眾協助警察拘捕人犯損失補償自治條例」、「處理無名屍自治條例」及相關作業程序等，為合併升格初期之臺南市政府警政工作，完善相關工作環境及法制作業。
三、臺南市政府警察局永康分局長任內，臺南維冠大樓因震災倒塌，指揮調度所屬員警第一時間完成災區封鎖交通管制事宜，設置報平安專線電話加速釐清震災受困（失蹤）情形，針對傷亡民眾配合市府強化身分辨識、報（相）驗及挖掘拾獲遺失物管制作業，成功協助市政府圓滿完成災害搶救應變工作。
四、花蓮縣警察局局長任內，107年2月6日花蓮震災第一線指揮協助救災，成功協助圓滿完成災害搶救應變工作，並積極爭取預算復建局本部行政大樓等6處、新建警勤科技大樓暨綜合大樓、汰換監視器、建置涉案車輛軌跡系統、圖資整合系統及擴充建置儲存設備，充實及改善員警辦公環境，提升為民服務品質。任內並帶領員警力行掃黑、肅毒、打詐等警政重點工作，成效斐然。
五、警政署保安警察第三總隊總隊長任內，主責貨櫃安檢工作，督屬透過大數據，分析及清查上萬筆進口貨櫃資料，破獲第三級毒品「4-甲基甲基卡西酮（喵喵）成品20公斤、液態半成品373公斤、製毒原料2,818公斤」、「愷他命成品138.6公斤、半成品100公斤、製毒原料1,135公斤」及「海運貨櫃夾藏毒品走私入境大麻花456公斤」等多起重大毒品案件，阻止其流入市面危害國民身體健康。  
六、警政署刑事警察局局長任內，因應跨境化、科技化及組織化等犯罪趨勢，強化緝毒、打詐、掃黑及查賄制暴等，推動各項刑事偵防工作成果豐碩：  
- 賡續推行新世代反毒策略行動綱領2.0，全力溯毒、追人、斷金流。
- 推動新世代打擊詐欺策略行動綱領，以該局打詐中心為幕僚單位，偕同行政院各部會強力打詐。
- 推動「掃黑專責隊」，以統一事權方式，提升整體掃黑戰力，並透過「第三方警政」之行政干預措施，壓縮黑幫生存空間，展現政府維護治安決心。
- 執行111年地方公職人員選舉查賄制暴專案工作，防制金錢、暴力及境外勢力介入我國地方公職人員選舉及憲法修正案之複決案。
- 強化國際合作，成功壓制犯罪情勢並救援國人，破獲跨境人口販運並緝捕多名外逃要犯。
- 推動國立中山大學增設「科技犯罪偵查資通訊碩士在職專班」，提升刑事人員資通訊學養及知能，厚植科技偵查量能。
- 偕同警政署資訊室、臺北市政府警察局及新北市政府警察局架設建構警政數位證物鏈，並與法務部之「司法聯盟鏈」介接，強化數位證據能力及證明力。
- 主動率員拜會考試院等相關機關，推動科技犯罪防制中心、刑事鑑識中心法制化，健全組織編制以因應未來犯罪趨勢與挑戰。

七、臺北市政府警察局局長任內重點施政亮點：  
- 提出「交通安全年」，推動人本交通與科技執法，以減少事故。[11]
- 市長在布達典禮中強調改進治安與交通，要求整治警紀不護短。[12]